# Кременецька сільська рада
| Кременецька сільська рада — орган місцевого самоврядування у Рожищенському районі Волинської області з адміністративним центром у с. Кременець. Історична дата утворення: 22 грудня 1986 року. Водоймища на території, підпорядкованій даній раді: річка Стир. Сільській раді підпорядковані населені пункти: - с. Кременець |

## Склад ради
Рада складається з 12 депутатів та голови.

### Керівний склад ради
| ПІБ                          | Основні відомості                                                         | Дата обрання | Дата звільнення |
| ---------------------------- | ------------------------------------------------------------------------- | ------------ | --------------- |
| Панасюк Василь Олександрович | Сільський голова, 1949 року народження, освіта                            | 26.03.2006   | 31.10.2010      |
| Хведчак Леонід Павлович      | Сільський голова, 1969 року народження, освіта вища, член Партії регіонів | 31.10.2010   |                 |

Примітка: таблиця складена за даними джерела

## Населення
Згідно з переписом УРСР 1989 року чисельність наявного населення сільської ради становила 1462 особи, з яких 669 чоловіків та 793 жінки.
За переписом населення України 2001 року в сільській раді мешкало 888 осіб.

### Мова
Розподіл населення за рідною мовою за даними перепису 2001 року:
| Мова       | Відсоток |
| ---------- | -------- |
| українська | 99,44 %  |
| російська  | 0,56 %   |